# NGC 5759
NGC 5759 est une vaste galaxie irrégulière située dans la constellation du Bouvier. Sa vitesse par rapport au fond diffus cosmologique est de 8 513 ± 34 km/s, ce qui correspond à une distance de Hubble de 125,6 ± 8,8 Mpc (∼410 millions d'al). NGC 5759 a été découverte par l'astronome français Édouard Stephan en 1880.
En raison d'une brillance de surface égale à 11,35 mag/am2, on peut qualifier NGC 5759 de galaxie présentant une brillance de surface élevée.
La distance de Hubble de PGC 200319, la galaxie située au nord de NGC 5759, est égale à 128,94 ± 9,04 Mpc (∼421 millions d'al). La base de données NASA/IPAC indique que ces deux galaxie forment une paire qui sont sans doute en interaction gravitationnelle ce qui explique l'aspect chaotique de NGC 5759 et le pont d'étoiles que l'on voit au nord-ouest de NGC 5759 sur l'image obtenue des données du relevé SDSS.